# Iglesia ortodoxa griega de la Santísima Trinidad
La Iglesia Ortodoxa Griega de la Santísima Trinidad es una iglesia griega ortodoxa que se encuentra situada en el barrio griego de Viena dentro del Innere Stadt o 1º Distrito de Viena. Es popularmente conocida como la "Fleischmarkt".
Desde 1963 ha sido la sede de la iglesia ortodoxa de Constantinopla en Austria y su titular ostenta el cargo de exarca de Europa central.

## Historia

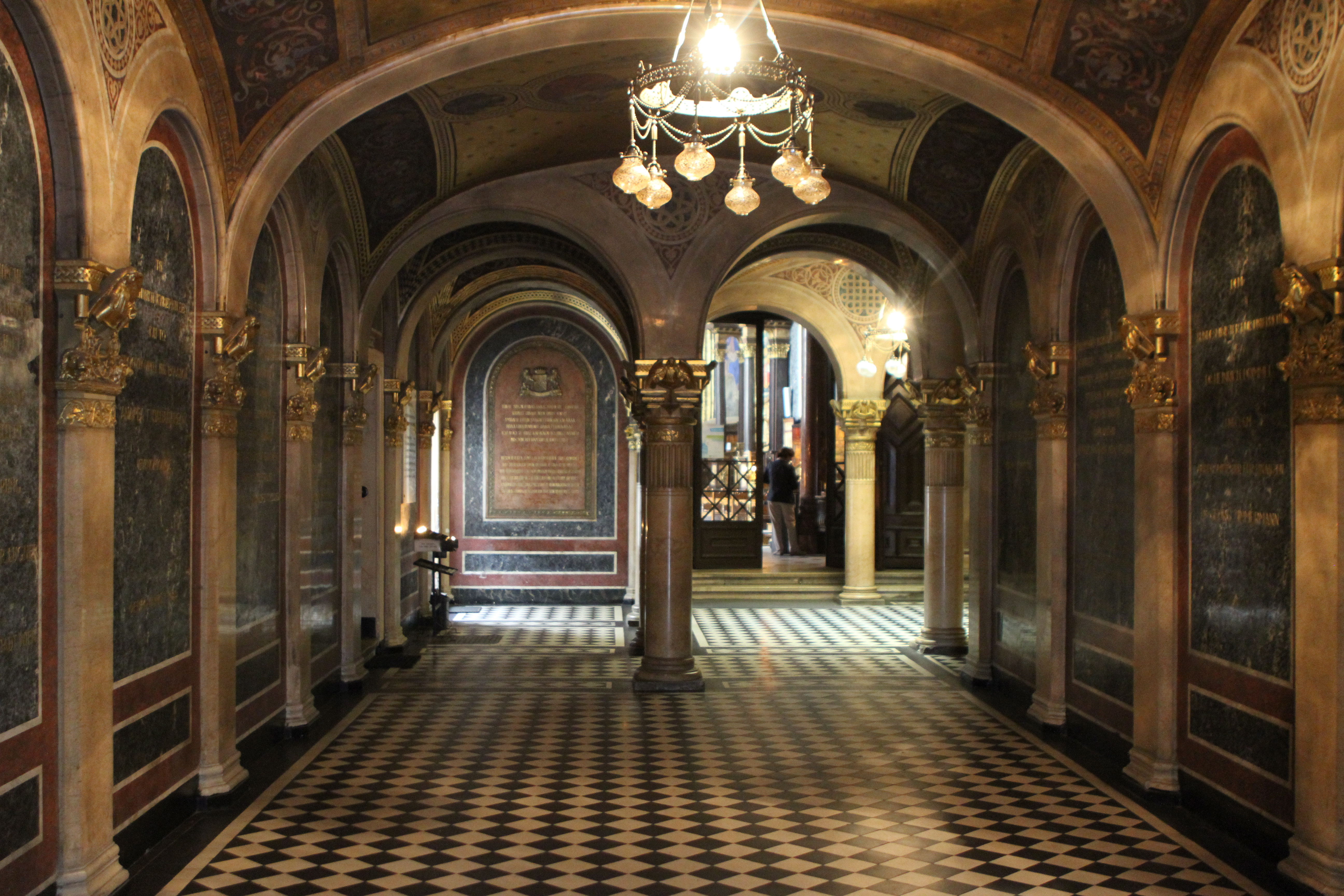
Vista interior

Las iglesias ortodoxas griegas han existido cercanas a este emplazamiento desde 1787 como resultado de la Patente de Tolerancia promulgada por el emperadorJosé II del Sacro Imperio Romano Germánico. El arquitecto del primer edificio que se empezó a construir en 1787 fue Peter Mollner.
El edificio actual es un rediseño neobizantino llevado a cabo por el arquitecto Theophil von Hansen y el diplomático, banquero y benefactor Simon Sinas. Esta fue una de las varias colaboraciones que ambos mantuvieron en Viena y Atenas. La iglesia fue inaugurada el 21 de diciembre de 1858.
La elaborada ornamentación del santuario muestra un estilo inspirado en las iglesias de arquitectura barroca típicas del sur de Alemania y Austria. El exterior es de ladrillo visto en dos tonos y arcos dorados. La fachada y el vestíbulo están decorados con frescos encargados en su mayoría al pintor austriaco Carl Rahl y otros a Ludwig Thiersch.
Su dirección es: Fleischmarkt 13, 1010 Wien.